# Geoffrey Sserunkuma
Geoffrey Sserunkuma (Kampala, 6 luglio 1983) è un calciatore ugandese, attaccante del Kampala City e della Nazionale ugandese.

## Carriera

### Club
Cresciuto nelle giovanili del Police, nel 2002 viene promosso in prima squadra. Nel 2004 si trasferisce al Kampala City. Nel 2006 si trasferisce al Saint-George, in cui milita fino al 2007. Nel 2007 viene acquistato dal Nalubaale. Nel 2008 passa al Bloemfontein Celtic. Nel 2009 viene ceduto in prestito al Vasco da Gama. Nel 2010, al rientro dal prestito, viene immediatamente ceduto al Bidvest Wits. Nel 2011 viene acquistato a titolo definitivo dal Vasco da Gama. Nel 2013 si trasferisce al Victoria University. Nel 2014 passa al Lweza. Nel 2016 viene acquistato dal Kampala City, in cui torna dopo dieci anni.

### Nazionale
Debutta in Nazionale nel 2002.

## Palmarès

### Club

#### Competizioni nazionali
- Campionato ugandese: 1

Kampala City: 2016